# Ci z Oporu
„Ci z Oporu” (fr. „Ceux de la Résistance”; CDLR) – jedna z organizacji francuskiego Ruchu Oporu działająca w strefie północnej podczas II wojny światowej.

## Historia
Ruch został powołany do życia 18 maja 1943 na bazie ocalałych przed aresztowaniem członków Walki Strefy Północnej pod przewodnictwem Jacques'a Lecompte-Boinet i Pierre'a Arrighi. Organizacja od samego początku przyjmowała charakter apolityczny, rekrutowała się wśród francuskiej inteligencji i byłych żołnierzach. Działalność CDLR opierała się przede wszystkimi na propagandzie, sabotażu, wywiadzie i pomocy zestrzelonym pilotom alianckim. Na terenie departamentów Pas-de-Calaise, Nord, Marna, Seine, Seine-et-Oise i Wogezy ruch formował oddziały maquis CDLR. 
Jesienią 1943 w szeregach CDLR znalazło się ok. 14 tys. bojowników, w tym samym okresie fala aresztowań mocno ograniczyła jego możliwości (w rękach niemieckiego aparatu okupacyjnego znaleźli się m.in. por. Marcel Arburger i chor. Addi Bâ z wogeskiego zgrupowania partyzanckiego). W lutym 1944, licząca ok. 12 tys. osób organizacja odmówiła połączenia z Ruchem Wyzwolenia Narodowego kontynuując działalność samodzielnie, dopiero latem 1944, podczas powstania narodowego, 60 tys. bojowników CDLR podporządkowała się Francuskim Siłom Wewnętrznym.